# قلعه‌های بلانزونا
قلعه‌های بلانزونا (انگلیسی: Castles of Bellinzona) گروهی از استحکامات واقع در اطراف شهر بلانزونا، مرکز کانتون تیچینو، سوئیس است.
این استحکامات که شامل دیوارها و سه قلعه به نام‌های کستل‌گرند، مونته‌بلو و ساسو کوربارو است در قرن ۱۵ میلادی ساخته شده و در سال ۲۰۰۰ در فهرست میراث جهانی یونسکو ثبت شده‌است.

## نگارخانه

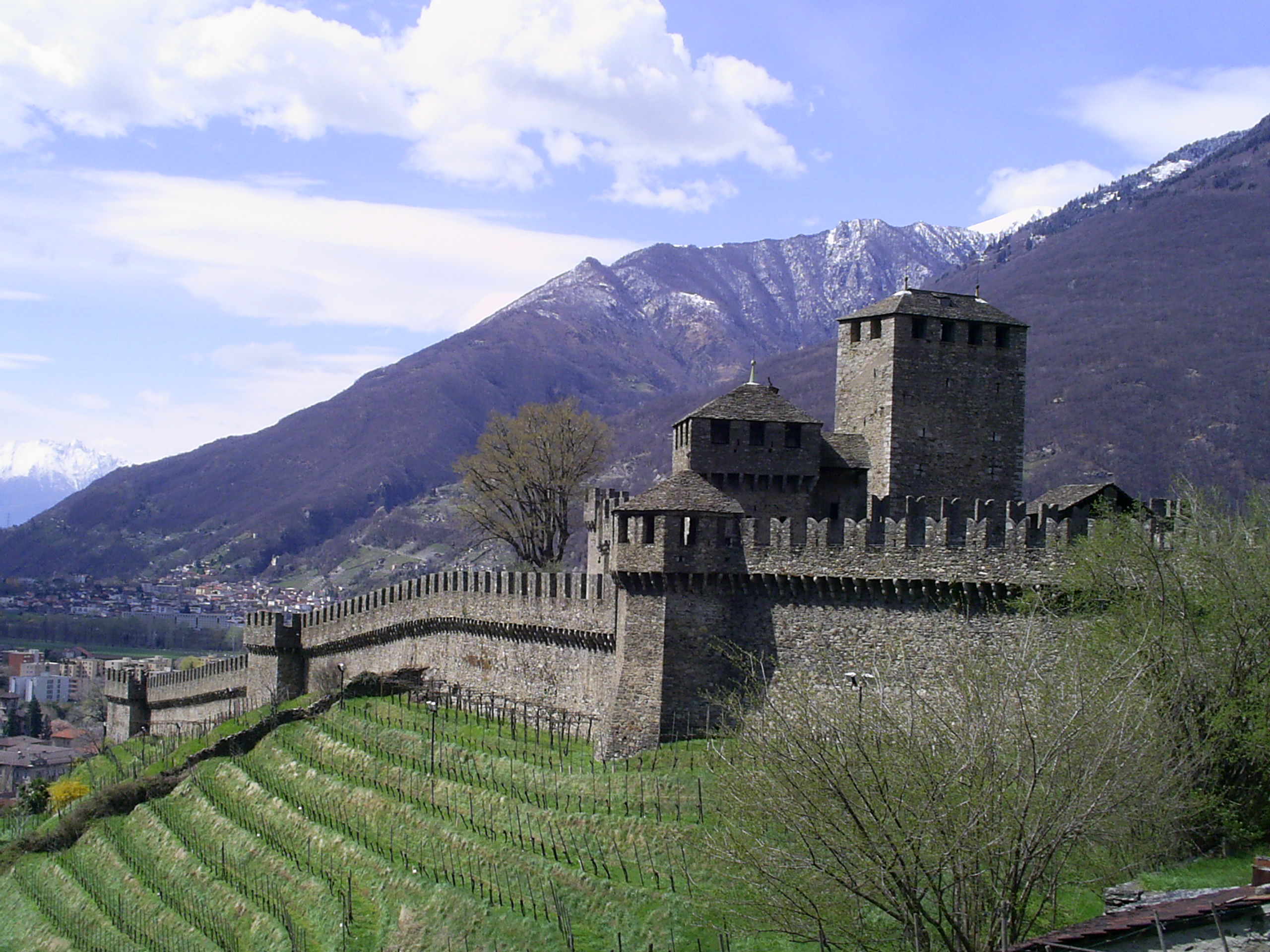
قلعه مونته‌بلو
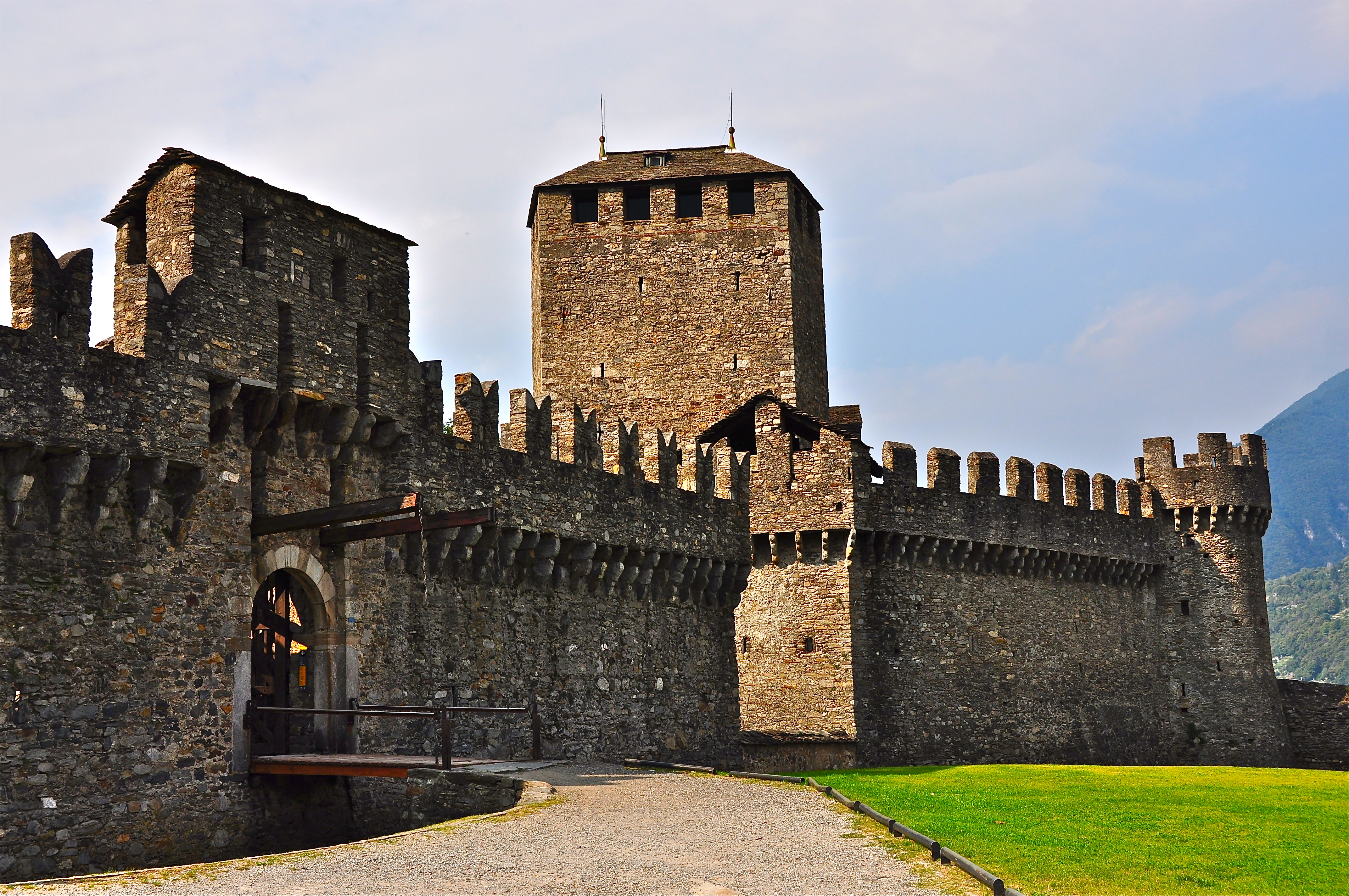
قلعه مونته‌بلو
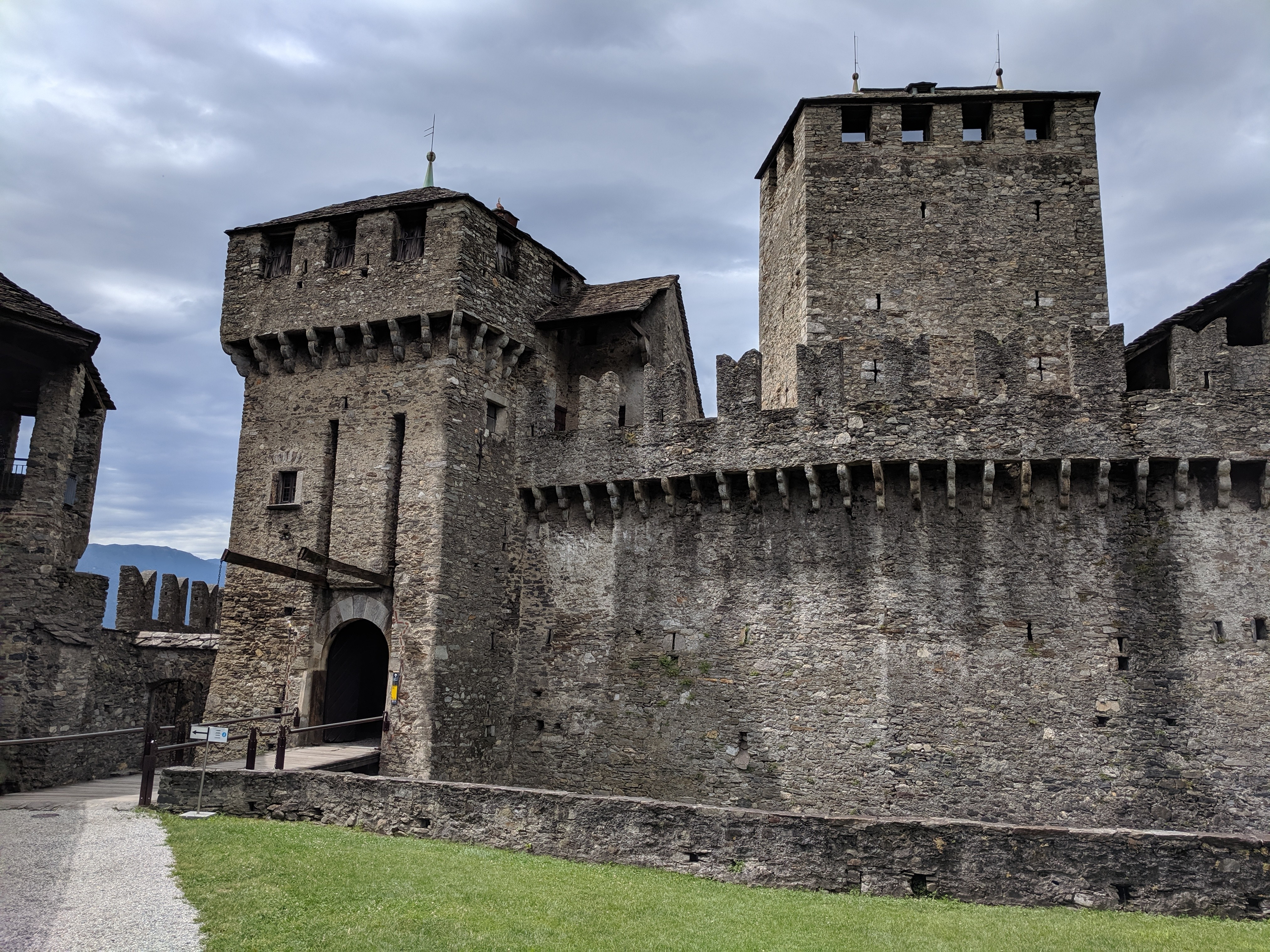
قلعه مونته‌بلو
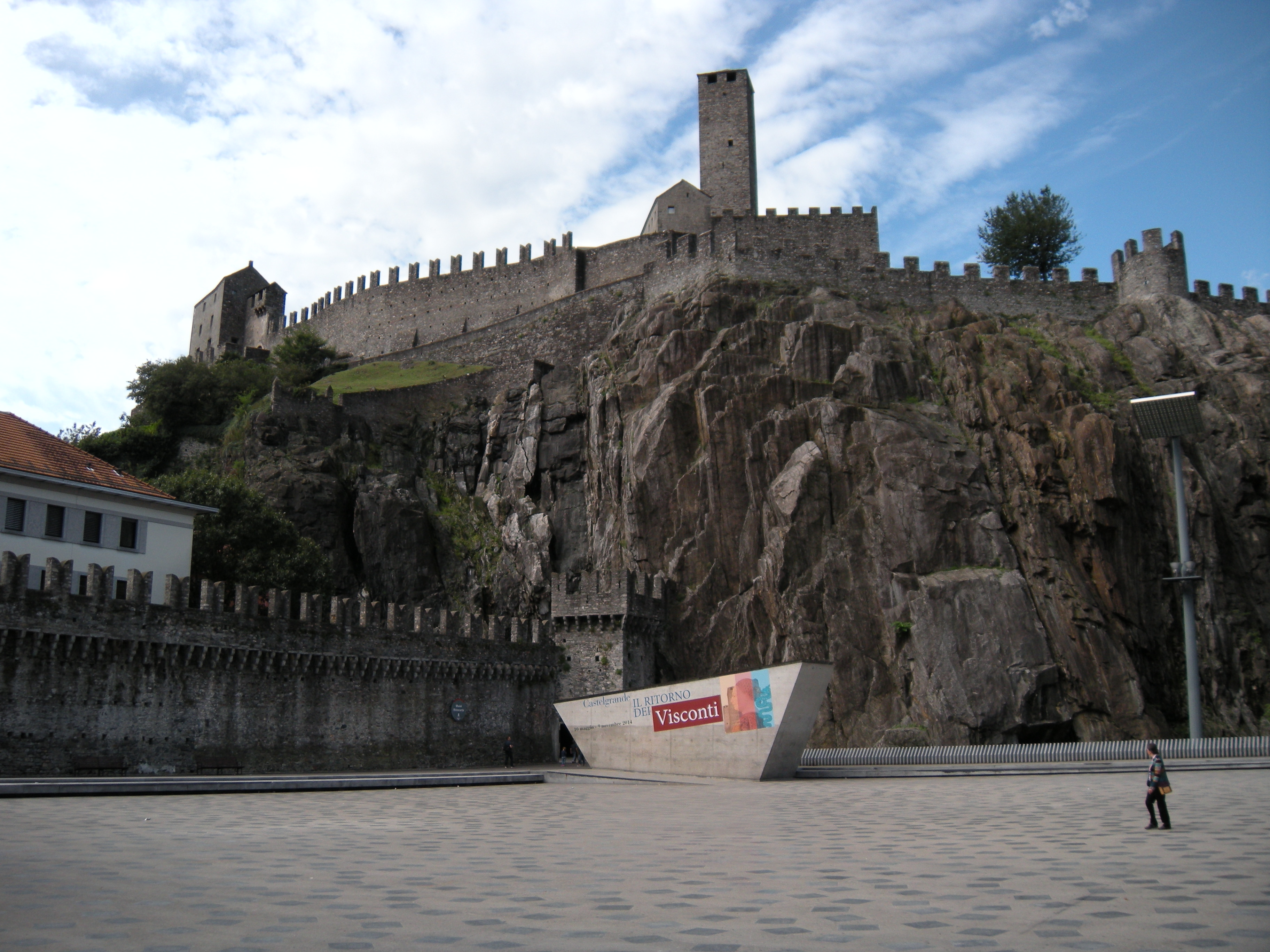
قلعه کستل‌گرند
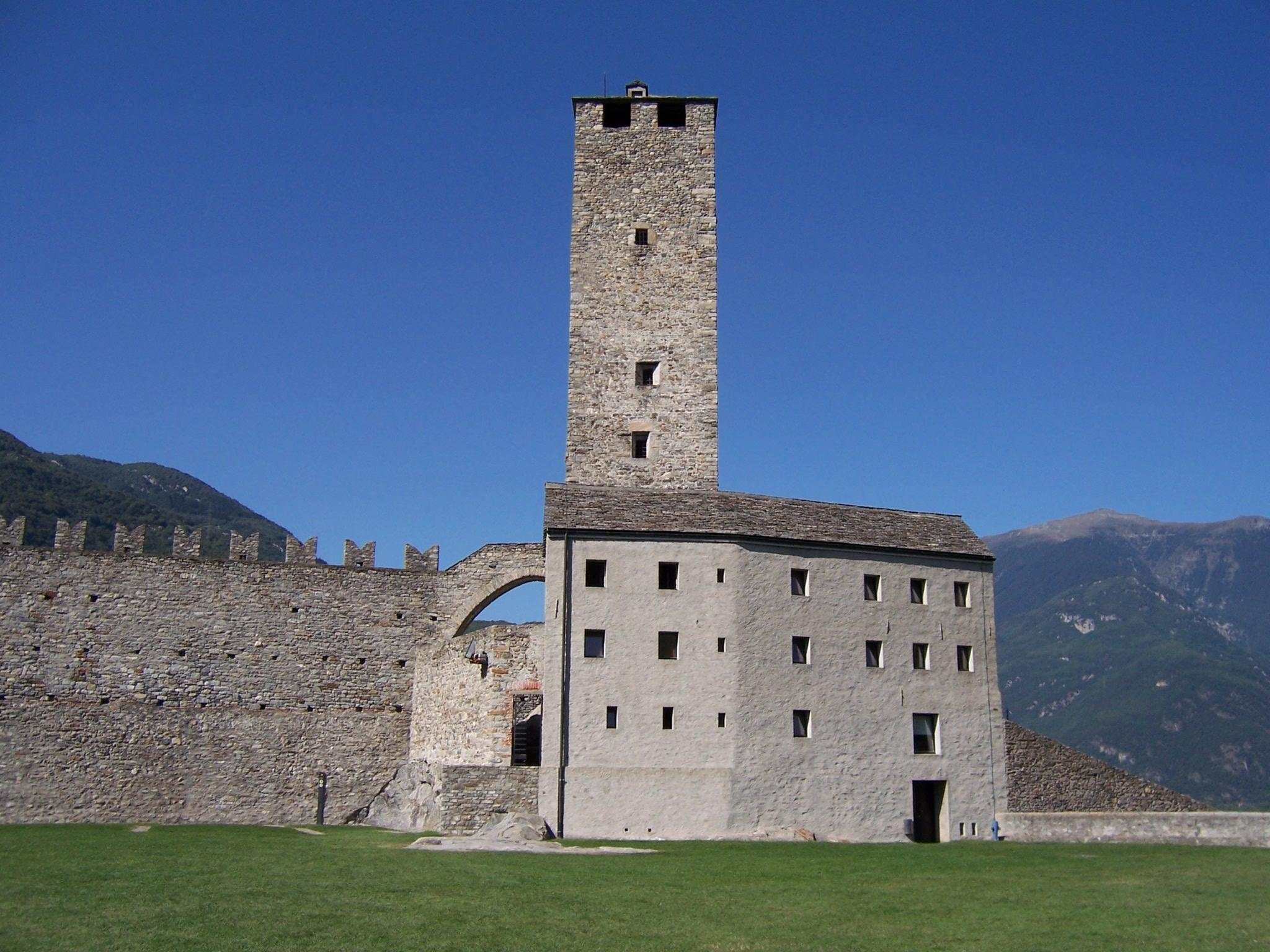
قلعه کستل‌گرند
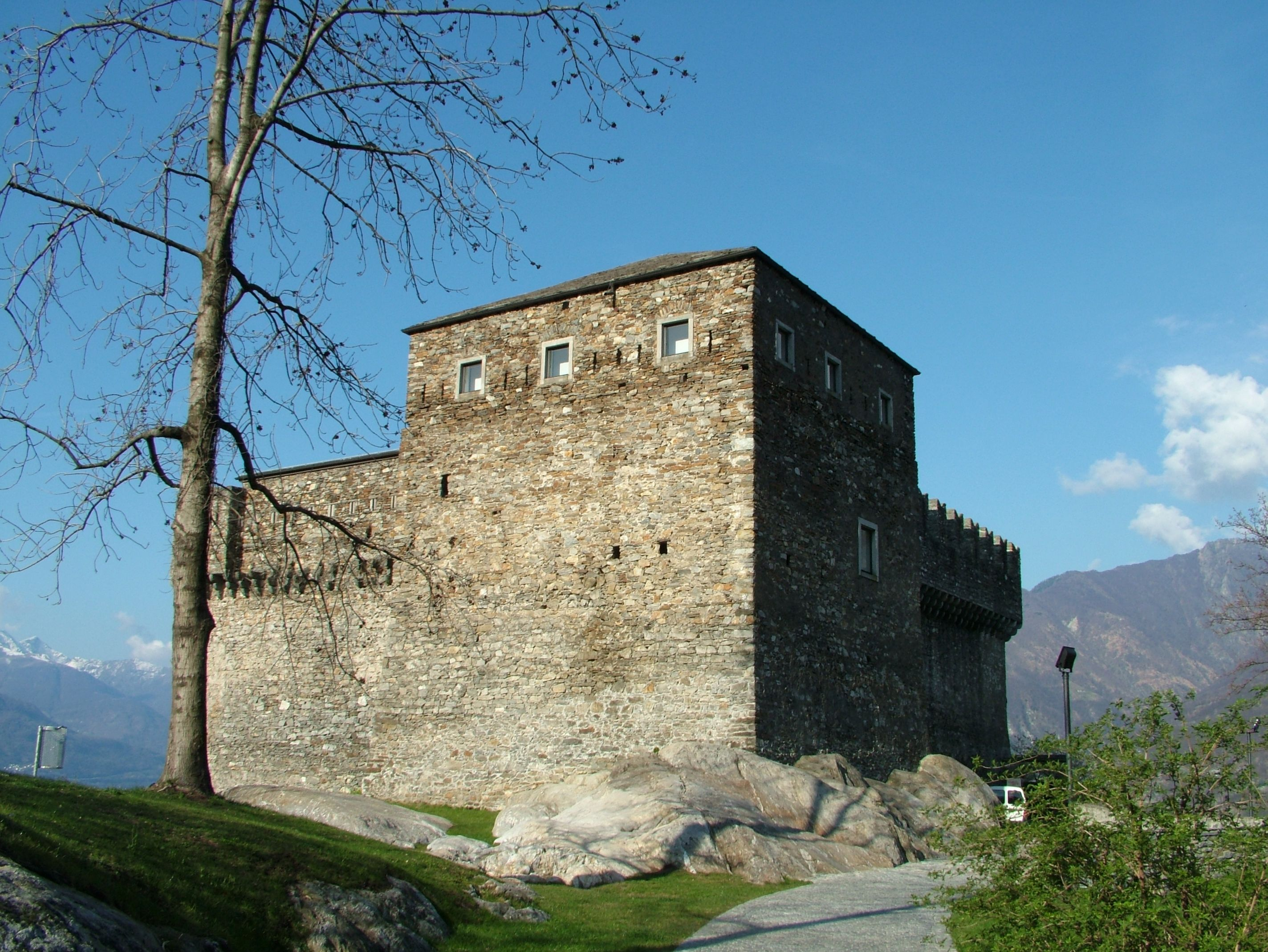
قلعه ساسو کوربارو
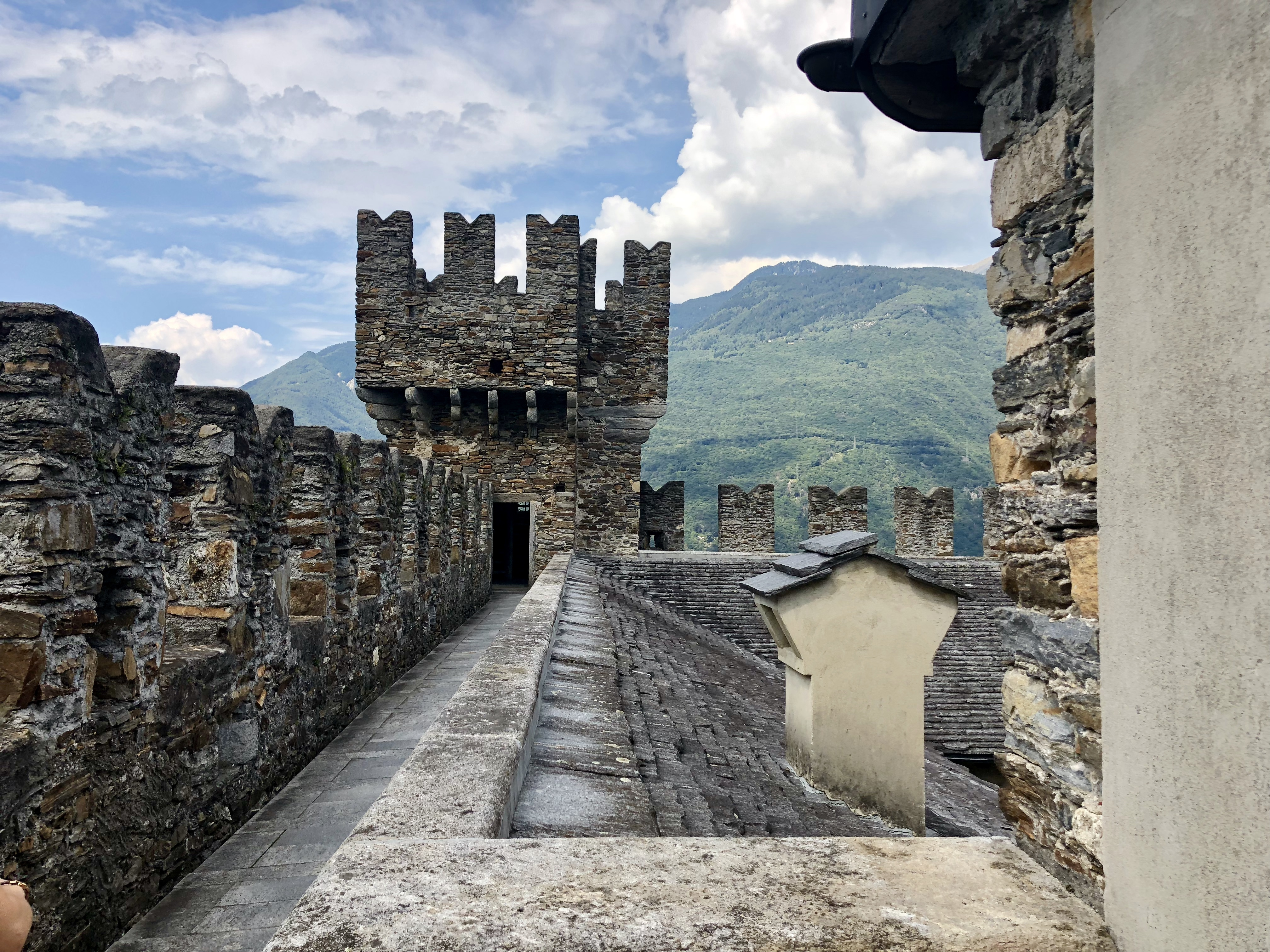
قلعه ساسو کوربارو
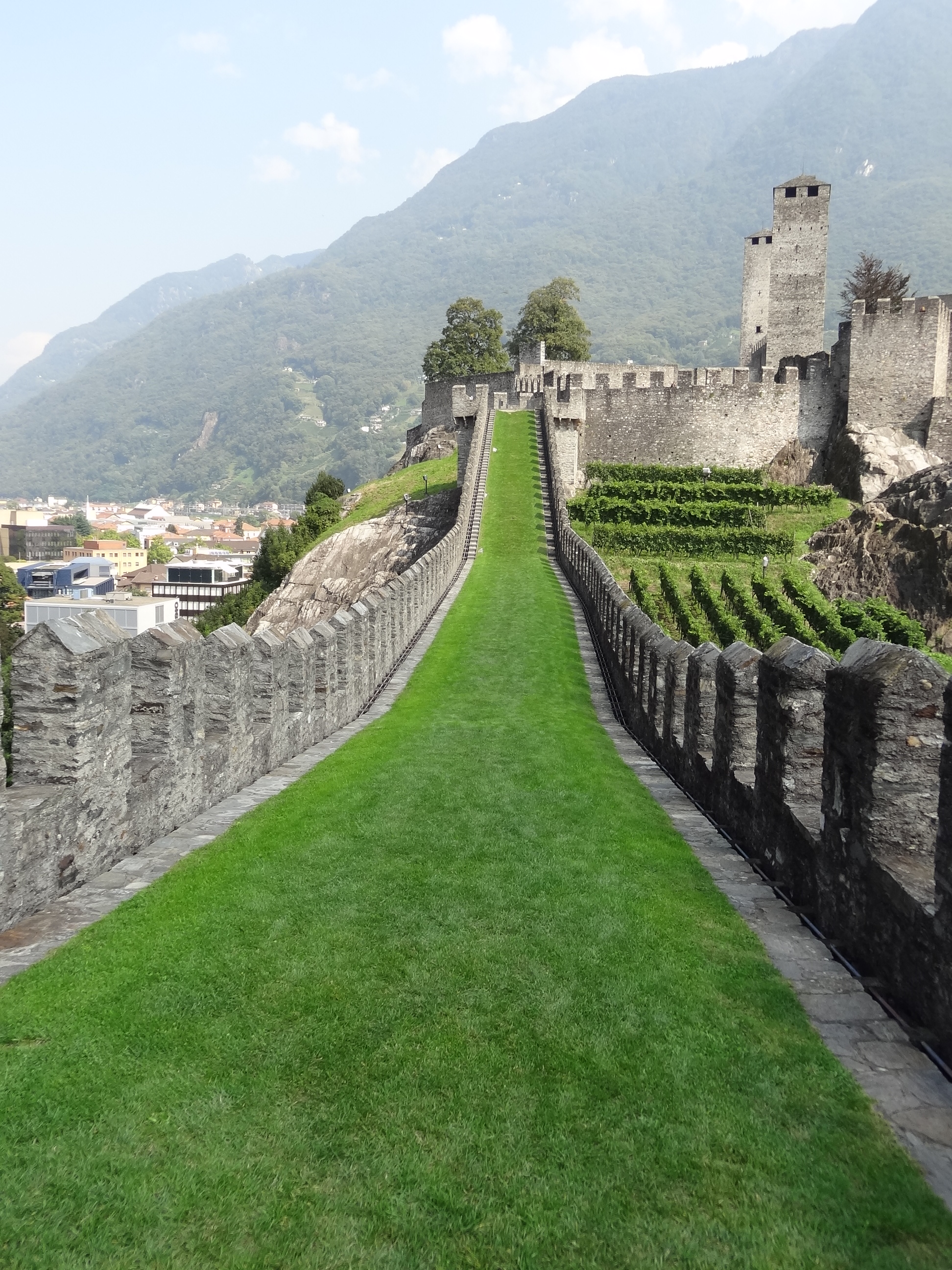
دیوارهای دفاعی بلانزونا
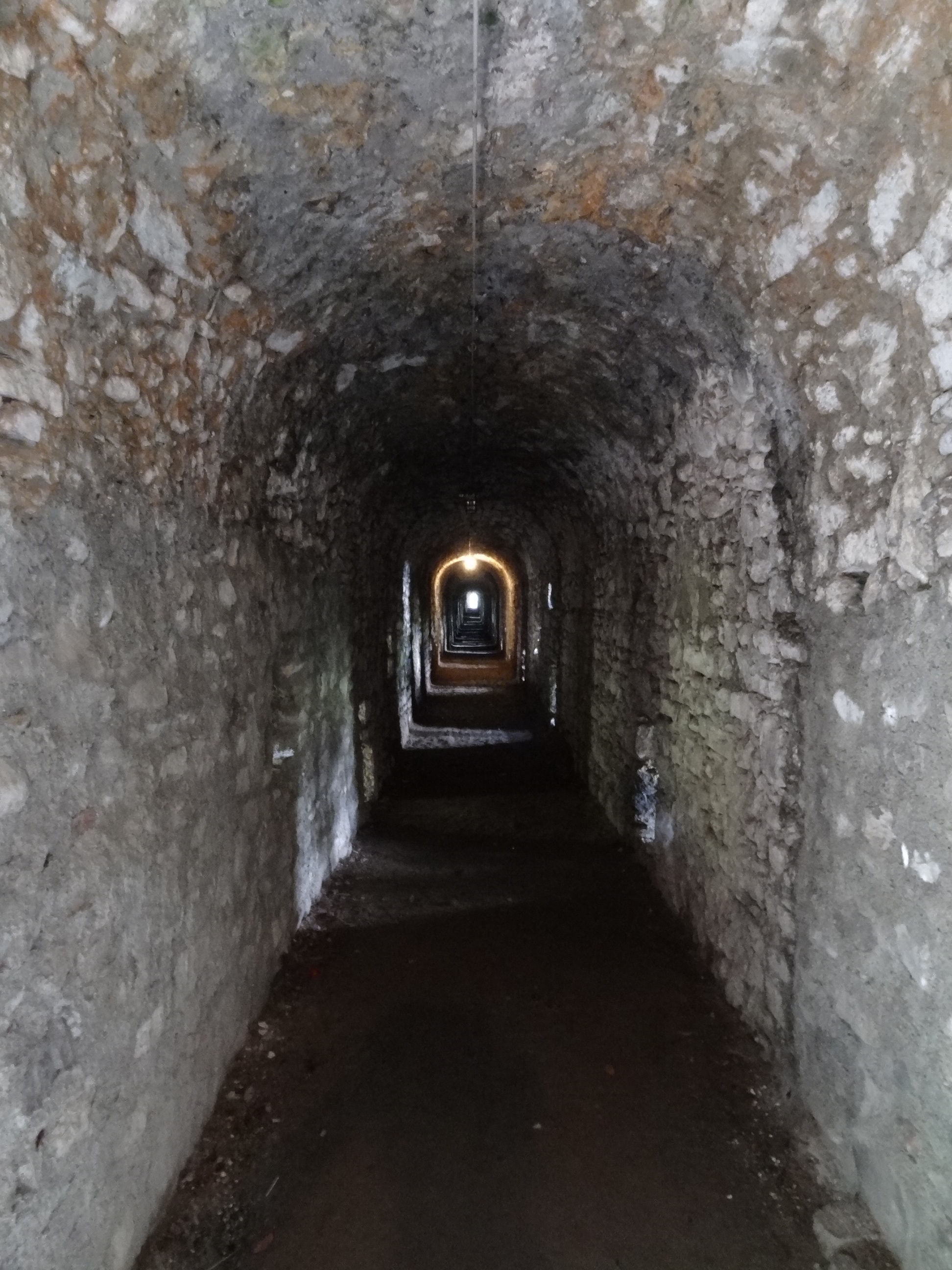
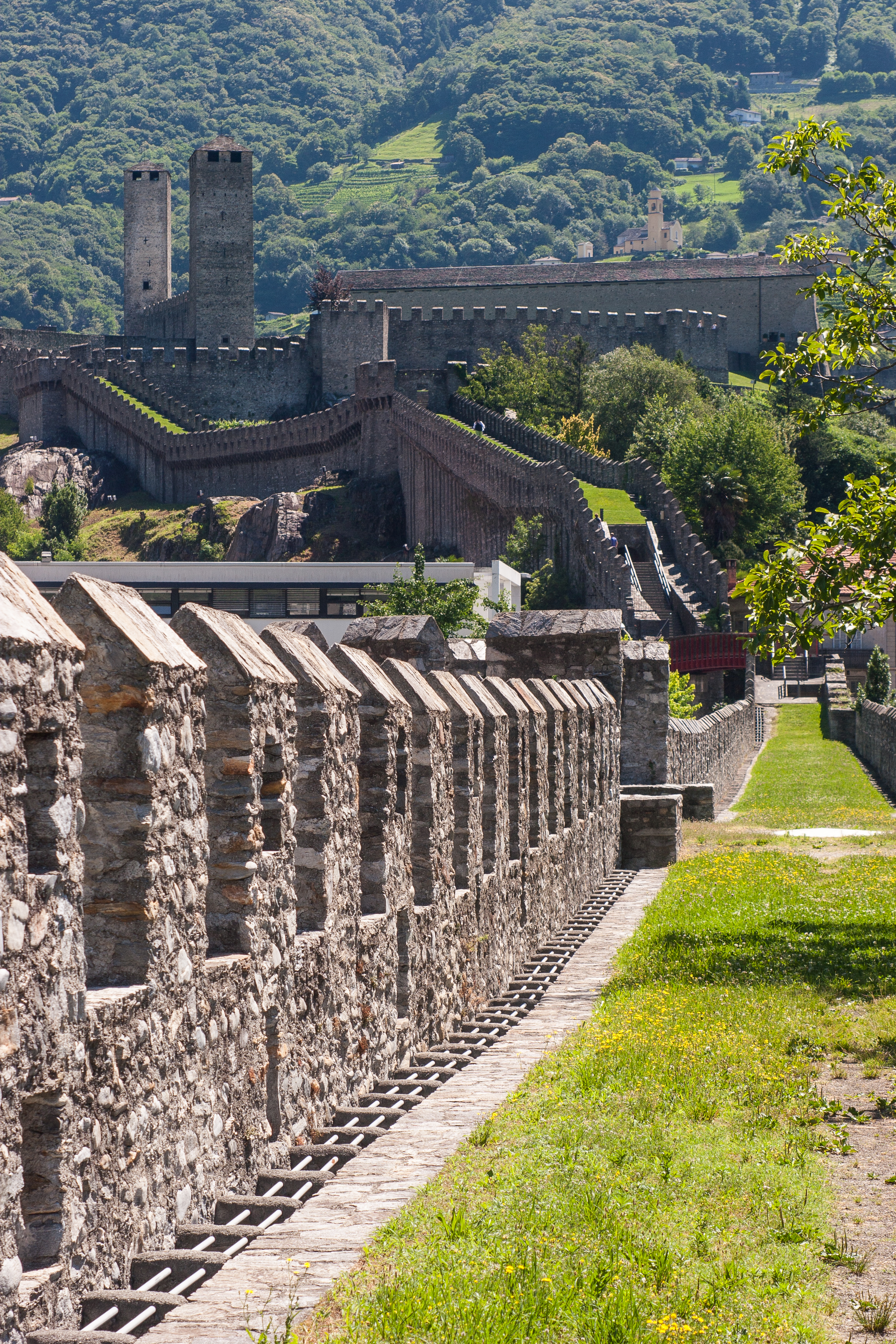